# Worshipful Company of Grocers
Die Worshipful Company of Grocers (auch kurz: The Grocers’ Company) ist eine der Livery Companies der City of London. Unter den 110 Companies steht sie an zweiter Stelle der Rangfolge. Sie zählt damit zu den Great Twelve City Livery Companies. Ihr Motto lautet „God Grant Grace“.

## Geschichte
Mitglieder der seit 1180 bestehenden Guild of Pepperers, einer religiösen und sozial engagierten Bruderschaft von Kaufleuten, die mit Gewürzen, Gold und anderen luxuriösen Waren aus Konstantinopel und dem Mittelmeerraum handelten, bildeten im Jahr 1345 eine neue Bruderschaft, welche seit 1373 als Company of Grocers of London bekannt ist. 1428 wurde ihr Status als Livery Company der City of London durch eine Royal Charter bestätigt. Aufgabe der Company war es, Regeln für die Qualität und Reinheit der Gewürze sowie für bestimmte Maße und Gewichte festzulegen. Zu ihren Mitgliedern zählten zunächst auch die Londoner Apotheker, die 1617 eine eigene Company, die Worshipful Society of Apothecaries gründeten.
Das Grundstück in der Princes Street, auf dem die heutige Versammlungsstätte, die Grocers' Hall, errichtet ist, wurde bereits 1427 erworben und mit einer ersten Halle bebaut. Diese fiel 1666, wie viele andere Gebäude der Livery Companies auch, dem Großen Brand von London zum Opfer. 1694 erfolgte an gleicher Stelle ein Neubau, der an die Bank of England vermietet wurde. Erster Direktor der Bank of England war Sir John Houblon, selber ein Mitglied der Grocers’ Company. 1802 wurde die zweite Halle nochmal durch einen Neubau ersetzt, doch 1887 entschied man sich das gesamte Gelände nochmals für ein viertes Gebäude zu räumen. Dieses überstand die Luftangriffe des Zweiten Weltkriegs nahezu intakt, brannte aber 1965 völlig aus, wobei ein Großteil des Inventars verloren ging.

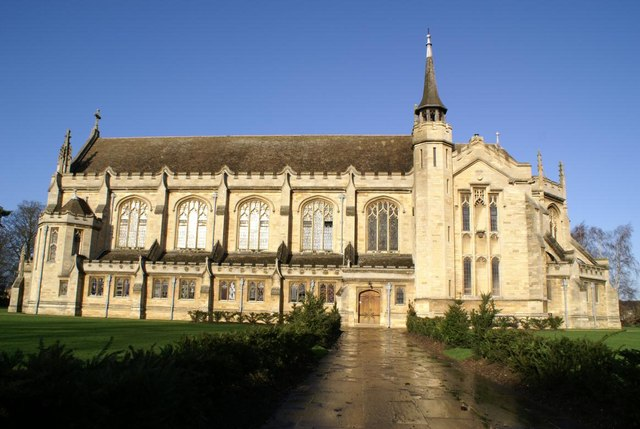
Kapelle der Oundle School, 1554, Northamptonshire

Als Teil ihrer gesellschaftlichen Verpflichtungen errichtete die Grocers’ Company 1876 im Stadtbezirk London Borough of Hackney eine öffentliche Schule für Kinder der Mittelschicht. Den vorausgehenden Architekturwettbewerb gewann der britische Architekt Theophilus Allen. Die The Grocers' Company's School wurde 1906 in die Obhut des London County Council übergeben, wobei der Name in Hackney Downs School geändert wurde.
Auch außerhalb Londons unterstützt die Grocers’ Company traditionell einige Schulen, so z. B. die 1556 gegründete öffentliche Schule in Oundle, Northamptonshire oder seit 1614 die „The Elms School“ in Colwall, Herefordshire, die heute beide das Wappen der Grocers' als Schulwappen führen.
Die Grocers’ Company unterhält eine Patenschaft für den britischen Zerstörer HMS Gloucester.

## Bekannte Mitglieder
- Sir William Laxton (um 1500–1556), Lord Mayor of London
- Richard Grafton (um 1511–1572), Buchdrucker
- George Monck, 1. Duke of Albemarle (1608–1670), General im Englischen Bürgerkrieg
- Charles II. (1630–1685), König von England, Schottland und Irland
- Sir John Houblon (1632–1712), erster Gouverneur der Bank of England
- Sir Thomas Allen, 1. Baronet (um 1633–1690), Lord Mayor of London
- Wilhelm III. von Oranien-Nassau (1650–1702), Statthalter der Niederlande und König von England, Schottland und Irland
- Sir Humphrey Thomas Walwyn, KCMG (1879–1957), Vizeadmiral der Royal Navy
- Malcolm Erskine, 17. Earl of Buchan (1930–2022), Peer und Politiker